# Oxna
Oxna es una isla de Escocia, localizada en el archipiélago de las Shetland, al noroeste de Burra. La isla ocupa una superficie de 0,68 km² y su punto más alto es de 38 m.
Oxna permanece deshabitada desde la Primera Guerra Mundial, pues los últimos residentes permanentes abandonaron la isla en 1918. En el lugar de desembarco de Sandy Voe, donde vivieron las familias Slater y Fullerton, sólo queda una casa, propiedad de la familia Fullerton, que todavía se utiliza como residencia de vacaciones. La isla tiene dos lagos que suelen ser visitados por pescadores. 

Cerca de Oxna se encuentran los islotes Hogs of Oxna, Bulta Sound, Spoose Holm y Cheynies. La isla Papa se encuentra a unos cientos de metros al este de la costa norte de Oxna.
- Datos: Q597851
- Multimedia: Oxna / Q597851